# Уличный бой
Уличный бой, бой в городе или в англоязычных источниках MOUT (англ. Military Operations on Urban Terrain или MOBA, Military Operations in Built-Up Areas; боевые действия в городской местности/в условиях городской застройки) — вооружённое столкновение в пределах городской черты либо в условиях плотной застройки.
Городской бой считается одним из наиболее сложных видов общевойскового боя, значительно превосходящим по сложности бой в лесу и горах ввиду того факта, что городская местность характеризуется сильно пересечённым рельефом, ограниченной видимостью, трёхмерностью (при многоэтажной застройке) и высокой плотностью удобных мест для размещения скрытых огневых точек. Как следствие, для боевых действий в населённых пунктах типичными являются быстрота смены оперативной обстановки, расчленённость действий на мелкие стычки, трудности с централизованным управлением и координацией войск, широкие возможности для внезапных и скрытных манёвров. Обычно в городской местности имеются значительные запасы продовольствия, например в магазинах, что облегчает снабжение при окружениях; значительные количества материальных ценностей, что увеличивает вероятность мародёрств; и значительная концентрация местного населения - не комбатантов, что увеличивает потери гражданского населения. Как правило, боевые действия регулярных армейских частей в городской среде ведут к значительным разрушениям, пожарам, завалам и человеческим жертвам. При участии местного населения (восстания, революции, гражданские войны и т. п.) уличные столкновения зачастую протекают с применением подручных средств, холодного оружия и сопровождаются строительством баррикад. По сравнению с боевыми действиями на открытой местности, условия уличных боёв благоприятствуют партизанским, нерегулярным и полувоенным формированиям, которые хорошо знакомы с местностью, компенсируя тем самым их недостаток организованности и огневой мощи. Подготовке к условиям уличного боя в частях специального назначения обычно уделяется больше внимания, чем в общевойсковых частях.

## Общие положения
По данным на 2010 год, около 75 % населения планеты проживают в городской местности. Кроме этого, современные города являются крупными культурными, промышленными, экономическими и транспортными центрами, аккумулируя большую часть активов, ценностей и материальных богатств человечества. Нарастающие темпы глобальной урбанизации и целый ряд других объективных факторов указывают на то, что будущие вооружённые конфликты будут протекать именно в городской местности, причём мнение мировой общественности о боевых действиях и общая оценка меры их успешности, как правило, определяются именно исходом боёв за крупные населённые пункты.
С точки зрения профессиональных военных, современный мегаполис представляет собой территориальное образование, объединяющее местность, население и инфраструктуру, которое в англоязычной литературе часто обозначается аббревиатурой DUCT (англ. Dense Urban and Complex Terrain; плотно застроенная и сложная местность). Если ограничиться уровнем тактики, то урбанизированный ландшафт характеризуется высокой плотностью искусственных сооружений, образующих на поверхности земли лабиринт кварталов, транспортных магистралей, переулков, тупиков и т. д., под которыми, вдобавок, располагается разветвлённая сеть подземных коммуникаций (тоннели транспортных развязок, метрополитен, канализация, подвальные помещения, катакомбы). Плотная застройка снижает видимость и эффективность радиосвязи, затрудняет манёвр наступающих сил, препятствует концентрации их усилий на нужных направлениях и объектах, давая, таким образом, обороняющейся стороне значительные преимущества. Помимо этого, сильнопересечённый характер подстилающей поверхности формирует труднопредсказуемую картину ветровых потоков в приземном слое атмосферы с сильными вариациями в пределах нескольких кварталов, что может создать проблемы с управлением боевыми беспилотными летательными аппаратами, при постановке дымовых завес, распылении химических реагентов и т. д. Для противника, который закрепился в городских районах, совокупность выше названных факторов значительно упрощает подготовку к оборонительным действиям и сводит к минимуму объёмы работ по выставлению инженерных заграждений, минных полей и т. д. Некоторые эксперты особо отмечают, что сложная и переменчивая структура урбанизированной местности нивелирует высокотехнологические преимущества современных армий западного образца над плохо вооружённым, едва организованным, но целеустремлённым и мотивированным противником.
Стоит отметить, что в современной военной науке отсутствует единая и целостная теория боевых действий в городской местности, ибо большая часть военных теоретиков ограничилась лишь декларативным подходом к рассмотрению вопросов вооружённого противостояния в плотно заселённой местности. При этом значительная часть специалистов имеет тенденцию недооценивать исключительную сложность и важность данной проблематики. Как следствие, каждый новый вооружённый конфликт демонстрирует огромную разницу между военными наработками, появившимися в мирное время и непосредственным боевым опытом. По этой причине в современной военной географии начинает формироваться новый теоретический раздел — военная геоурбанистика, задачей которого является изучение и систематизация знаний об урбанизированных районах планеты, рассматривая их как потенциальное поле боя современных армий.

## Ведение боя в населённых пунктах

### Подготовка и обеспечение
Подготовка к вступлению в населённый пункт, занятый силами противника, начинается с изучения его по имеющимся картам, топопланам и данным аэрофотосъёмки. При этом определяется последовательность действий и приоритетность целей, устанавливаются объекты, которые должны быть захвачены в первую очередь, распределяются радиочастоты и условные сигналы, согласовывается взаимодействие соседних подразделений, порядок их выхода к атакуемым объектам, способы обеспечения флангов и т. п.
На этапе подготовки к боевым действиям настоятельно рекомендуется создавать в частях на батальонно-бригадном уровне повышенные запасы боеприпасов, горючего, продовольствия и воды. Во время боёв основной задачей тыловых подразделений становится обеспечение автономности соответствующих им частей в тыловом отношении, при этом типовая схема снабжения войск материальными средствами на уровне «бригада—батальон» требует значительной корректировки.
Как правило, при вступлении в город средства материально-технического обеспечения подразделений эшелонируются по фронту и в глубину боевых порядков с целью оперативной доставки боевым частям топлива, боеприпасов и расходных материалов; основная часть сил обеспечения располагается за вторым эшелоном наступающих порядков. Для непосредственного подвоза боеприпасов на передний край рекомендуется выделить часть боевых бронированных машин.

### Организационные особенности
Очень часто боевые действия в городских условиях сводятся к столкновениям малых групп, боевые задачи которых носят краткосрочный характер. По современным представлениям, успех наступательных действий в городской среде обеспечивается соотношением сил 6:1 в пользу атакующих.
В российской военной традиции из всех видов войск (не считая спецподразделений) наиболее приспособленным для боя в условиях города считаются мотострелковые части. Действуя в пешем порядке, они способны передвигаться практически по любым городским коммуникациям, несмотря на завалы и разрушения. Однако носимый комплект лёгкого вооружения современной пехоты не позволяет ей эффективно бороться с противником, засевшим в прочных зданиях и сооружениях. Ввиду этого, на основе стрелковых подразделений целесообразно создание штурмовых групп, причём в состав каждой могут входить:
- мотострелковая рота,
- батарея 122-мм самоходных гаубиц,
- инженерно-сапёрное отделение или взвод,
- танковый взвод,
- отделение радиационно-химической разведки,
- 2—3 отделения гранатомётов СПГ-9,
- взвод автоматических гранатомётов АГС-17,
- отделение пехотных реактивных огнемётов.

Для обеспечения слаженности действий штурмовая группа обычно разбивается на подгруппы, каждой из которых отводится определённая функциональная роль:
- одна или две группы для атакующих действий (группы захвата) в составе отделения или взвода,
- резерв в составе одного или двух отделений,
- группы прикрытия и закрепления в составе взвода или отделения,
- группа огневой поддержки в составе приданных артиллерийских или танковых частей,
- группы разграждения в составе сапёров.

По опыту боевых действий на Северном Кавказе, для захвата крупных или сильно укреплённых объектов возможно развёртывание штурмовых отрядов на основе мотострелкового батальона, усиленного:
- танковой ротой,
- ротой инженерно-сапёрного обеспечения,
- дивизионом 122-мм самоходных гаубиц,
- одним-двумя взводами ПТРК,
- батареей ПЗРК,
- взводом реактивных огнемётов (например, РПО «Шмель»),
- взводом радиационно-химической разведки,
- двумя-тремя инженерными машинами разграждения[3].

Кроме этого, для огневой поддержки штурмовых отрядов могут выделяться ударные вертолёты и гаубичные дивизионы из состава полковой/дивизионной артиллерийской группы. При действиях в крупных населенных пунктах каждому атакующему подразделению (вплоть до стрелкового взвода) нарезаются рубежи и границы наступления.
Исключительную важность имеет организация мобильного резерва для оперативного реагирования на возникающие кризисные ситуации. Поскольку у наступающих подразделений может возникнуть потребность в помощи специалистов разного профиля (сапёров, связистов, огнемётчиков и т. д.), то резервное соединение должно быть многофункциональным.
Поскольку захват населённого пункта редко осуществляется в короткие сроки, то необходимо создать условия для ротации личного состава.

### Оснащение штурмовых групп
Основным назначением дополнительных элементов экипировки является повышение боевых возможностей её обладателя в условиях огневого контакта на улицах, под землёй и в помещениях. Наибольшую эффективность в тесноте улиц и помещений даёт применение штурмовыми группами компактного оружия (карабинов, пистолетов-пулемётов) и гранат (обычных, осветительных, дымовых и т. д.); наличие примкнутых штыков нежелательно, но каждый боец обязан иметь с собой боевой нож. Помимо стандартного вооружения, штурмовая группа должна иметь средства для обеспечения вертикального и горизонтального манёвра в системе зданий и подземных коммуникаций: ломы, кирки, подрывные заряды, верёвки с кошками, верёвочные лестницы и т. п.
Специально для боевых действий в городской среде для вооружённых сил различных стран создано множество вариантов высокотехнологического оснащения, а также специализированных модификаций штатного вооружения и техники. Одним из перспективных направлений считаются технологии, позволяющие повысить ситуационную осведомлённость (англ. situational awareness) солдат в нижнем тактическом звене, такие как: 
- сенсоры предупреждения о присутствии противника, которые можно размещать на важных направлениях, в узких проходах среди препятствий и т. д.
- датчики стрельбы, которые помогают оперативно определить направление на огневые позиции врага,
- радарные детекторы движения, которые определяют присутствие человека сквозь стены, потолки и полы из любых неметаллических материалов,
- и т.п.

### Разведка
Основной целью разведывательных действий в укреплённых населённых пунктах является вскрытие вражеской системы огня. Для повышения эффективности войсковой разведки в плотной городской среде современные армии имеют на вооружении целый комплекс технических средств, включая БПЛА и управляемые роботизированные системы.
Тем не менее, считается крайне нежелательным пренебрегать традиционными методами, прошедшими проверку временем и опытом. Как следствие, современные военные наставления рекомендуют начинать сбор информации с визуального осмотра объекта разведки, при котором особое внимание следует обращать на поиск характерных признаков присутствия сил противника. Например:
- наличие бронетанковой техники выдают характерные следы на дорожном покрытии и шум двигателей,
- в подготовленных к долговременной обороне постройках обычно не наблюдается признаков повседневной активности населения,
- наличие огневой точки в фундаменте здания выдаёт усиление внешних стен мешками с песком и дополнительной кладкой, а также расчищенный сектор для ведения огня (вырубленная растительность и отсутствие фрагментов внешнего ограждения); амбразуры при этом, как правило, размещаются недалеко от углов постройки,
- расположение командных пунктов может быть установлено по наличию многочисленных антенных устройств, кабельных линий связи и посадочной площадки для вертолётной авиатехники,
- и т.д[24].

### Наступление, перемещение и манёвр
Как правило, у войсковых частей, вошедших в незнакомый город, отсутствует подробная и точная информация об окружающей их местности. В силу этого наступающие механизированные подразделения вынуждены продвигаться по основным транспортным линиям, придерживаясь наиболее заметных ориентиров, что значительно ограничивает свободу их манёвра и затрудняет развёртывание в боевой порядок. На этом этапе хаос и сумятицу могут внести даже такие относительно «безобидные» действия, как подмена или уничтожение дорожных указателей и информационных табличек с названиями улиц, домов и площадей (см., например, ввод советских частей в Прагу в 1968 году).
Продвижение штурмовых групп вперёд следует вести не только по основным улицам, но и вдоль них, используя скверы, прилегающие дворы, подземные коммуникации, крыши, проломы в стенах и заборах. В процессе движения следует избегать толчеи и скапливания личного состава и транспортных средств. Если передовые подразделения не встречают сопротивления, то части второго эшелона (или резерв) осуществляют более тщательную проверку захваченных зданий и территорий на выявление скрытых сил противника, наличие мин, опасных предметов и т. п. Для обеспечения безопасности в тылу передовых групп рекомендуется оставлять на наиболее важных объектах по несколько бойцов со связью для охраны и наблюдения за окружающей обстановкой.
В тех случаях, когда противник не имел времени на обустройство оборонительных позиций, то возможно вступление с ним в бой с ходу. При этом, если на окраинах города отсутствуют подготовленные узлы обороны, то допускается начинать атакующие действия без применения тактики штурмовых групп. Однако современный опыт (см., например, штурм села Первомайское в 1996 году) показывает, что на подготовку к оборонительным действиям и окапывание хватает всего лишь нескольких дней.
Во времена Великой Отечественной войны, действуя в городских условиях, советский стрелковый батальон (штурмовой отряд) вёл наступление по фронту шириной 200—300 метров вдоль одной улицы с окружающими её строениями, ширина фронта наступления стрелкового полка могла достигать 400—600 метров. В то же самое время, согласно требованиям американского Боевого устава FМ 21-75 1943 года, американский стрелковый батальон вёл наступление в системе сил и средств своего пехотного полка по ширине фронта от одного до четырёх кварталов, при этом наступающий батальон усиливался большей частью имеющейся в полку артиллерии, а оставшаяся пехота (один-два батальона) оставались в резерве командира полка.

Пытаясь задержать стремительное наступление Красной Армии, немцы упорно обороняют города. Бой в городе имеет свои особенности и требует особых приемов борьбы. Боец, запомни эти приемы и применяй их в уличном бою:

          1. Во время штурма стремительно перебегай улицы (площади), чтобы противник не успел открыть огонь по тебе.

         2. Если улица (площадь), которую тебе нужно перебежать, простреливается пулеметным или автоматным огнем, брось несколько дымовых гранат или зажги дымовые шашки, чтобы ослепить противника. Дым не позволит ему вести прицельный огонь.

         3. Подбегая к атакуемому дому, бросай ручные гранаты в окна, двери, проломы в стенах и немедленно после взрыва врывайся в дом.

         4. Ворвавшись в дом, уничтожай противника в нижних этажах и подвалах. Для этого «прошивай» двери и тонкие стены автоматным огнем; подойдя сбоку к двери комнаты или люку подвала, открывай их резким движением и бросай ручные гранаты.

         5. Очистив нижние этажи и подвалы, уничтожай противника в верхних этажах. Для этого «прошивай» автоматным огнем потолки или подрывай их с помощью противотанковых гранат; продвигайся по лестнице наверх, ведя автоматный огонь и бросая на площадки лестницы ручные гранаты.

         6. Если противник, засевший в верхних этажах, упорно сопротивляется, имитируй пожар; для этого зажги дымовую шашку. Не помогает – поджигай дом с помощью бутылок с зажигательной жидкостью.

         7. Находясь в комнатах, будь бдителен и держи оружие и гранаты наготове, так как противник может внезапно напасть на тебя из любой двери.

         8. Будь осторожен с вещами, находящимися в комнате: противник нередко минирует их (устраивает «сюрпризы.»).

         9. Очистив от противника дом, будь готов к отражению его контратак. Выбери удобное место для наблюдения и стрельбы. Подготовь оружие и противопехотные и противотанковые гранаты. Внимательно наблюдай за улицами и домами, откуда можно ждать контратак. Заметив противника, уничтожай его метким огнем и гранатами.

         10. Станковые пулеметчики, перед штурмом хорошенько изучите расположение противника и выявите его огневые точки. Выберите себе место, откуда удобно вести огонь по ним. Подготовьте место для установки пулемета перед окном, по возможности в глубине комнаты, чтобы противник преждевременно не обнаружил вас. Сделайте из подручных материалов укрытие от пуль противника. Если стена дома непрочная, сделайте в ней небольшой пролом (амбразуру) и установите пулемет против него.

         Во время штурма пехоты или работы саперов и химиков подавляйте мощным и метким огнем огневые точки противника. Не давайте ему вести прицельного огня.

         Не отставайте от пехоты; вслед за ней врывайтесь в штурмуемый дом.

         11. Бронебойщики, помогайте пехоте штурмовать. Уничтожайте огневые точки противника.

         После овладения домом, который занимал противник, немедленно изготавливайтесь к отражению его контратак.

         Внимательно наблюдайте за углами улиц, разрушенными зданиями и за выступами домов, откуда могут появиться танки и «самоходки» противника. Заранее пристреливайтесь по этим местам и при появлении танков или «самоходок» противника немедленно открывайте по ним огонь. Упреждайте противника в открытии огня.

         12. Снайперы, не давайте ни одному «фрицу» показываться в окнах и амбразурах. Внимательно наблюдайте за верхними этажами домов и крышами (слуховыми окнами), где чаще всего располагаются немецкие снайперы и наблюдатели. «Снимайте» их оттуда.

         Уничтожайте расчеты орудий и пулеметов противника, его наблюдателей и офицеров.

         Не давайте немцам выбегать из домов.

         13. Артиллеристы орудий прямой наводки, сопровождайте штурмующую пехоту огнем и колесами. Не отставайте от нее. Помогайте саперам и химикам выполнять их боевую работу. Помните, что в уличных боях меткий огонь орудий прямой наводкой, находящихся в боевых порядках пехоты, имеет решающее значение.

         14. Саперы, помогайте пехоте и артиллеристам скрытно сближаться с противником. Проделывайте проходы в стенах домов, в прочных заборах и завалах (баррикадах) на улицах для прохода орудий и «самоходок». Перед штурмом проверьте, не минированы ли подступы к объекту атаки. Если противник сидит за прочными стенами, которые пехота не может преодолеть, ночью или днем под прикрытием дымовой завесы проделывайте проходы с помощью зарядов взрывчатых веществ.

         При упорном сопротивлении противника подрывайте взрывчаткой дома и хороните немцев под их развалинами.

         15. Химики, широко применяйте в уличных боях маскировочные дымы. Закрывайте от противника дымовыми завесами передвижение пехоты и артиллерии и действия саперов.

         16. Бойцы всех специальностей, тесно взаимодействуйте и помогайте друг другу в уличных боях.

         Дружная, совместная работа всех родов войск облегчает и ускоряет победу над врагом. 
— Памятка для рядового состава по ведению боя в городе (апрель 1945 года), штаб 2-й ударной армии
В современных реалиях техническое оснащение и возросшая огневая мощь мотострелкового батальона позволяют ему наступать с фронтом от 500 до 1000 метров и решать задачи взятия под контроль от одного до трёх кварталов или вести захват опорных пунктов противника. Боевой порядок при этом зависит от поставленной задачи, характера обороны противника и окружающих условий; как правило, он включает два или три эшелона в составе мотострелковых рот (штурмовых групп).

### Особенности связи ирадиоэлектронной борьбы
При выстраивании системы связи необходимо предусмотреть тот факт, что поверхностное распространение УКВ волн (а иногда — и КВ) значительно ограничивают её дальность. Ввиду сильных отражающих и экранирующих свойств городских строений эффективное применение средств радиотехнической разведки и подавления значительно усложняется. Задействование спутниковых каналов связи также не находит достаточного применения, так как в городских условиях непросто обеспечить надёжное наведение антенны на спутники (аналогичные проблемы возникают и с использованием системы GPS). Критическую важность приобретает выбор несущей частоты и мощности излучаемого сигнала; западные эксперты рекомендуют частотные полосы около 400 МГц в УКВ диапазоне и выходную мощность около 2 Ватт для успешного преодоления эффектов многолучевого распространения радиоволн и связанных с ними интерференционных замираний. Особый интерес в этом отношении вызывают системы связи с возможностью сетевого режима, в рамках которого любой элемент радиосети может выполнять функции промежуточной радиорелейной станции для всех остальных элементов.
Помимо этого, городская среда затрудняет выявление и подавление инфракрасных, лазерных и оптико-телевизионных систем наблюдения и управления противника.
Имеющийся боевой опыт рекомендует перенос усилий подразделений РЭБ на низовое тактическое звено.

### Особенности применения артиллерии
В городских условиях выбор позиций для артсистем резко усложняется, а для их охраны приходится отвлекать значительные силы и средства. Артиллерийские и ракетные обстрелы с закрытых позиций сопряжены с риском серьёзных разрушений, редко при этом нанося обороняющимся ощутимый урон ввиду огромного количества укрытий и капитальных подземных сооружений. Кроме этого, неравномерность наступления войск на разобщённых направлениях создаёт крайне изрезанную линию боевого соприкосновения сторон, что увеличивает риск поражения своих частей «дружественным огнём». Как следствие, стрельба с закрытых позиций применяется только для поражения объектов в глубоком тылу противника.
Тем не менее, исключительную ценность имеют подвижные артиллерийские системы, способные вести огонь прямой наводкой во взаимодействии со штурмовыми группами и в их интересах. При этом управление выделяемой артиллерией становится децентрализованным, а её количество зависит от объёма конкретной решаемой задачи; чаще всего определяющим фактором является сама возможность развёртывания артсистем на данном участке фронта. Выстраивая систему огня в таких условиях, стоит заметить, что, попадая под огонь прямой наводкой, противник будет стремиться обойти выдвинутые артиллерийские подразделения с флангов; ответственность за пресечение подобных манёвров возлагается на штурмовую группу или соседние подразделения.
Нельзя также забывать, что выстрелы мощной артиллерии в городской застройке поднимают огромное количество мелкодисперсной пыли, которая может держаться в воздухе значительное время, затрудняя обзор и взаимодействие.
Миномётные батареи батальонного звена, как правило, находят централизованное применение для уничтожения живой силы противника, укрытой за баррикадами, зданиями и во дворах. Размещение миномётных подразделений на крышах значительно увеличивает дальность эффективной стрельбы.

### Особенности применения танков
Для танковых подразделений городские улицы представляют собой длинные и хорошо простреливаемые дефиле. Ввиду ограниченного диапазона углов наведения в вертикальной плоскости, большая часть штатного танкового вооружения оказывается бесполезным для ближнего боя против врага, засевшего на крышах строений или в подвалах. Вследствие этого, в городских условиях тяжелая бронетехника становится чрезвычайно уязвимой для противотанковых средств противника, для которых застройка представляет широкий простор возможностей для организации засад, обходов и неожиданных нападений. Во избежание нежелательных потерь танки должны продвигаться в одном темпе с наступающими пехотными подразделениями, не теряя с ними зрительной связи и, при необходимости, поддерживая их своим вооружением. Там, где позволяет застройка, допустимо движение бронетехники прямо сквозь неё, но перед этим необходимо провести разведку помещений на наличие в них ненадёжных подвальных перекрытий и взрывоопасных предметов (например, газовых баллонов).
На завершающем этапе Великой Отечественной войны советские бронетанковые подразделения в городских боях действовали обычно двумя-тремя тактическими эшелонами:
- первый вёл непосредственную поддержку штурмовых групп и двигался в их боевых порядках,
- второй эшелон (танки прорыва), следовал за первым на удалении около 400—500 м, вступая в сражение при сильном сопротивлении или при атаке особо укреплённых объектов,
- третий эшелон (танковый резерв) следовал на удалении один-полтора километра от второго и применялся для отражения контратак[26].

### Особенности действий в пешем порядке
Стоит особо отметить, что тактика выстраивания боевых действий отдельного солдата в условиях города интересным образом пересекается с особенностями человеческой анатомии. На этом уровне на первый план выступает так называемое «левостороннее правило», которое опирается на тот факт, что двигательная моторика нормально развитого человека-правши (коих в вооружённых силах около 90 %) оптимизирована эволюцией под набор действий, связанный с поворотом и движением влево. Это проявляется в том, что правше физиологически комфортнее вести огонь в левую сторону, передвигаться влево, поворачиваться влево, чем то же самое, но в противоположном направлении. Помимо этого, стрелку-правше, который держит приклад оружия у правого плеча, удобнее вести огонь так, чтобы его укрытие было слева от него, так как в этом случае большая часть его тела будет надёжно защищена. Эти моменты нашли своё применение в целом ряде тактических ухищрений и приёмов, например:
- стандартным способом обхода любого препятствия с оружием наизготовку является движение против часовой стрелки[29],
- предпочтительным направлением огневого воздействия на противника является сектор справа-сзади от него с последующим смещением по часовой стрелке, так называемое «закручивание врага», заставляя его переносить огонь под правую руку[31],
- при организации засады на маршевую колонну приоритет отдаётся таким местам, где дорога сворачивает влево по ходу движения, таким образом, чтобы засадная группа оказалась впереди и справа от противника[32].

Понимание этой особенности позволяет соответствующим образом учесть её в подготовке штурма и организации обороны, предугадывая расположение позиций стрелков и направление движения штурмовиков среди застройки. В то же время солдат-левша своим образом действий совершенно не вписывается в общепринятую механику действий, что даёт ему естественное преимущество.
Частично эти недостатки компенсируются соответствующими тренировками, например, для правши — выработкой навыков ведения огня с левого плеча.

### Боевые действия. Штурм зданий и укреплений
С одной стороны, боевые действия в городской местности не терпят перерывов, так как непрерывность натиска не позволяет противнику до конца разобраться в текущей ситуации. С другой — фундаментальным принципом боевых действий в городе считают последовательность действий, при котором объекты атакуются и захватываются один за другим.
Перед штурмом любого крупного объекта крайне желательным является:
- занятие кварталов напротив (и вокруг) него с целью обустройства в них своих исходных позиций,
- выявление огневых точек и системы огня противника на данном участке фронта[9].

Подготовка к штурмовым действиям начинается с установления управления, связи, снабжения, взаимодействия и распределения задач между подразделениями. Как правило, организация этих действий значительно усложняется тем фактом, что редко когда имеется информация о внутренней планировке и текущем состоянии атакуемого объекта. Плотный огневой контакт среди зданий и в помещениях может вызвать возгорания, сильные задымления и обрушения строительных конструкций; в связи с этим до личного состава должна быть доведена система сигналов оповещения, опознавания и управления. Для оперативной зачистки помещений рекомендуется подготовить бойцов для действий в парах (двойках) или тройках.
Непосредственно перед штурмом рекомендуется придерживаться режима радиомолчания, необходимо также предусмотреть меры по отсеканию вражеских резервов, например — миномётным или артиллерийским огнём. Предпочтительным вектором атаки является направление с торца здания, так как на торцах имеется меньше возможностей для размещения огневых точек. Некоторое преимущество даёт атака со стороны солнца, которое может помешать вести прицельный огонь. Перед атакой штурмовые части выдвигаются на исходные позиции под прикрытием артиллерийской подготовки; стоит заметить, что её чрезмерное затягивание крайне нежелательно.
Как правило, при атаке наземных объектов штурмовой группе приходится передвигаться через открытые и хорошо простреливаемые пространства; для минимизации потерь на этом этапе части огневой поддержки (или приданные огневые средства) должны обеспечить плотный огонь на подавление. Другим вариантом прикрытия является выставление дымовой завесы.
При вступлении в занятые противником здания или укрепления не рекомендуется использовать наиболее очевидные, естественные и предсказуемые пути (дверные и оконные проёмы), так как они с высокой долей вероятности будут либо заминированы, либо подготовлены к обороне. Опыт подсказывает, что после пробития артиллерией брешей в стенах проникновение штурмовой группы непосредственно прямо через них не даёт обороняющимся достаточно времени на реорганизацию своих порядков. Иногда более безопасным тактическим вариантом может быть устройство серии взрывов для пробития проломов в разных частях здания, что позволит затем выбрать наилучший путь для дальнейших действий.
После успешного захвата объекта проводится проверка личного состава, а также — учёт и выявление потерь, затем объект тщательно проверяется и превращается в исходный рубеж для дальнейших действий. Если он представляет собой выгодное приобретение с тактической точки зрения, то естественным было бы в первую очередь ожидать контратаку с целью вернуть его обратно. При подготовке к ней имеет смысл обезопасить себя инженерными способами от удара из-под земли (подвалы, подземные переходы) и забаррикадировать нижние и цокольные этажи.

## Примеры сражений в городских условиях
- Гражданская война в Испании: Оборона Мадрида (1936—1939)
- Вторая мировая война: Сталинградская битва (1942—1943), Варшавское восстание (1944), Будапештская операция (1944—1945), Кёнигсбергская операция (1945), Штурм Берлина (1945)
- Корейская война: Вторая Сеульская операция (1950)
- Вьетнамская война: Битва за Хюэ (1968)
- Первая чеченская война: Штурм Грозного (1994—1995), Бои за Грозный (1996)
- Вторая чеченская война: Битва за Грозный (1999—2000)
- Иракская война: Вторая битва за Фаллуджу (2004)
- Война в Донбассе (2014—2022): Бои за Иловайск (2014)
- Вторжение России на Украину (с 2022): Бои за Мариуполь (2022), Бои за Бахмут (2022—2023), Бои за Марьинку (2022—2023), Бои за Северодонецк (2022), Бои за Покровск (с 2024), Бои за Курахово (2024—2025), Бои за Великую Новосёлку (2024—2025)

## Галерея
- Штурмовые сапёры 1-й гв. исбр и другие подразделения ЗВО в городке для отработки уличных боёв на Гороховецком артиллерийском полигоне

## Дополнительные материалы

### Нормативные документы и руководства
- Оборона в городе (населённом пункте) // Боевой устав Сухопутных войск (Часть II). — Москва: Военное издательство, 1990. — С. 123-127. — 460 с.
- Наступление в городе (населённом пункте) // Боевой устав Сухопутных войск (Часть II). — Москва: Военное издательство, 1990. — С. 220-226. — 460 с.
- Military Operations on Urbanized Terrain (MOUT), Marine Corps Warfighting Publication (MCWP) 3-35.3  — руководство американского корпуса морской пехоты по боевым действиям в городской местности.